# A Little Bit Longer (singel Jonas Brothers)
A Little Bit Longer (Trochę dłużej) – singiel amerykańskiego zespołu Jonas Brothers, który ukazał się na ich trzecim studyjnym albumie A Little Bit Longer. Wydany został po piosence Shelf, ich trzecim singlu z płyty.
Piosenka została napisana przez Nicka Jonasa, który pisze w niej o swojej chorobie (cukrzycy typu pierwszego). Została napisana w 2005 roku.